# Quốc kỳ Gruzia
Quốc kỳ Gruzia (tiếng Gruzia: საქართველოს სახელმწიფო დროშა, sakartvelos sakhelmtsipo drosha) được gọi là "Cờ năm chữ thập". Lá cờ hình chữ nhật này được chọn năm 2004. Lá cờ này xuất phát từ lá cờ của Phong trào Dân tộc Thống nhất, và được sử dụng rộng rãi trong cuộc "Cách mạng Hoa Hồng" năm 2003. Cảm hứng lịch sử của lá cờ là chữ thập Jerusalem đỏ-trên-trắng được thể hiện ở cờ Tblisi trong bản đồ thế kỷ 14 bởi Domenico and Francesco Pizzigano.